# Водосховища Донецької області

Курахівське водосховище в районі м. Курахове.

Водосховища Донецької області — водосховища, які розташовані на території Донецької області (в адміністративних районах і басейнах річок).
На території Донецької області налічується — 130 водосховищ, загальною площею  — 18186 га, з повним об'ємом — 863,6 млн м³.

## Загальна характеристика
Територія Донецької області становить 26,5 тис. км² (4,4 % площі України).
Вона розміщена в межах басейнів Дніпра (28,5 % території області), Дону (р. Сіверський Донець, 30,2 % території області) та річок Приазов'я (41,3 %).
Гідрографічна мережа Донецької області представлена великою річкою Сіверський Донець (довжина в межах області 96 км), а також його притоками — середніми річками — р. Казенний Торець, р. Лугань; річками Приазов'я — р. Кальміус, р. Міус з притокою р. Кринка; річками басейну Дніпра — р. Самара, з притокою р. Вовча, в яку впадає р. Мокрі Яли.
В області функціонує 130 водосховищ, з яких 16 водосховищ (12 %) — об'ємом понад 10 млн м³, серед яких одне — понад 100 млн м³ (Вуглегірське водосховище — 162 млн м³ на р. Лугань, правій притоці Сіверського Дінця). Хімічний склад води водойми–охолоджувача Вуглегірської ТЕС зумовлюється насамперед складом води річок Сіверський Донець і Лугань, з яких відбувається постійне поповнення водойми.
У воді водойми–охолоджувача Вуглегірської ТЕС відзначено значну кількість сульфатів (288−303 мг/дм³) і хлоридів (228−231 мг/дм³), а також деякі перевищення вмісту кальцію, магнію, калію і натрію, загальної мінералізації, що досить типово для водойм цього регіону України. Але питання якості води водойми-охолоджувача мають підлягати постійному моніторингу.
Цільове призначення водосховищ області — господарсько-побутове та технічне водопостачання, зрошення, енергетика, рибництво, комплексне використання у водному господарстві.

## Наявність водосховищ (вдсх) у межах адміністративно-територіальних районів та міст обласного підпорядкування Донецької області[1]
| Район, місто          | Кількість вдсх, шт. | Площа вдсх, га | Об'єм вдсх — повний, млн м³ | Об'єм вдсх — корисний, млн м³ | В оренді, шт. | В оренді, га |
| --------------------- | ------------------- | -------------- | --------------------------- | ----------------------------- | ------------- | ------------ |
| Амвросіївський        | 6                   | 260            | 11,9                        | 10,9                          | 4             | 210          |
| Артемівський          | 6                   | 280            | 10,6                        | 9,5                           | 5             | 250          |
| Великоновосілківський | 5                   | 640            | 14,3                        | 13,3                          | 2             | 130          |
| Волноваський          | 7                   | 610            | 31,6                        | 28,9                          | 7             | 610          |
| Володарський          | 6                   | 740            | 49,6                        | 46,9                          | 4             | 180          |
| Добропільський        | 1                   | 60             | 2,2                         | 2,1                           | 1             | 60           |
| Костянтинівський      | 9                   | 1110           | 43,6                        | 40,0                          | 9             | 1110         |
| Красноармійський      | 5                   | 500            | 20,3                        | 17,6                          | 4             | 380          |
| Мар'їнський           | 7                   | 2060           | 78,6                        | 31,6                          | 6             | 530          |
| Новоазовський         | 1                   | 870            | 64,2                        | 59,0                          | -**           | -            |
| Олександрівський      | 13                  | 1260           | 26,8                        | 25,7                          | 4             | 190          |
| Першотравневий        | 3                   | 220            | 7,6                         | 6,9                           | 3             | 220          |
| Слов'янський          | 8                   | 1250           | 42,2                        | 40,9                          | 2             | 180          |
| Старобешівський       | 6                   | 1440           | 68,9                        | 50,5                          | 4             | 500          |
| Тельманівський        | 5                   | 300            | 12,7                        | 10,9                          | 4             | 250          |
| Шахтарський           | 2                   | 540            | 35,1                        | 33,2                          | -             | -            |
| Ясинуватський         | 4                   | 960            | 51,4                        | 49,7                          | 3             | 820          |
| м. Донецьк            | 6                   | 346            | 13,6                        | 12,7                          | 1             | 50           |
| м. Горлівка           | 2                   | 150            | 7,8                         | 6,8                           | 1             | 110          |
| м. Дебальцеве         | 2                   | 1990           | 182,5                       | 40,8                          | -             | -            |
| м. Докучаєвськ        | 1                   | 50             | 1,3                         | 1,0                           | 1             | 50           |
| м. Єнакієве           | 3                   | 380            | 15,9                        | 15,6                          | 2             | 310          |
| м. Краматорськ        | 2                   | 110            | 3,6                         | 3,1                           | 2             | 110          |
| м. Лиман              | 10                  | 1020           | 22,1                        | 22,0                          | -             | -            |
| м. Макіївка           | 8                   | 810            | 35,4                        | 34,6                          | 2             | 520          |
| м. Селидове           | 1                   | -*             | 5,1                         | 5,0                           | -             | -            |
| м. Харцизьк           | 1                   | 180            | 4,7                         | 0,6                           | 1             | 220          |
| Разом                 | 130                 | 18186          | 863,6                       | 619,8                         | 72            | 6990         |

Примітки: -* — немає даних про площу водосховища;
-* — немає водосховищ, переданих в оренду.
Понад половина (55 %) водосховищ Донецької області знаходяться в оренді, 9 % — на балансі водогосподарських організацій.

## Наявність водосховищ (вдсх) у межах основнихрайонів річкових басейнівна території Донецької області[1]
| Район річкового басейну         | Кількість вдсх, шт. | Площа вдсх, га | Об'єм вдсх — повний, млн м³ | Об'єм вдсх — корисний, млн м³ | В оренді, шт. | В оренді, га |
| ------------------------------- | ------------------- | -------------- | --------------------------- | ----------------------------- | ------------- | ------------ |
| Дніпра, у тому числі            | 31                  | 5146           | 174,7                       | 122,8                         | 17            | 1940         |
| р. Самара                       | 10                  | 1108           | 21,8                        | 1,1                           | 2             | 120          |
| Сіверського Дінця, у тому числі | 46                  | 6405           | 334,6                       | 183,3                         | 24            | 2040         |
| р. Казенний Торець              | 10                  | 871            | 25,5                        | 23,2                          | 8             | 600          |
| Річки Приазов'я, у тому числі   | 53                  | 6635           | 354,3                       | 313,7                         | 31            | 3010         |
| р. Кальміус                     | 21                  | 3216           | 190,9                       | 163,4                         | 9             | 900          |
| р. Міус                         | 1                   | 160            | 12,8                        | 11,9                          | -*            | -            |
| Разом                           | 130                 | 18186          | 863,6                       | 619,8                         | 72            | 6990         |

Примітка: * — немає водосховищ, переданих в оренду.
В межах району річкового басейну Дніпра розташовано 24 % водосховищ Донецької області, 35 % — у басейні Сіверського Дінця, 41 % — у басейнах річок Приазов'я.

## Наявність водосховищ (вдсх) об'ємом понад 10млн м³ на території Донецької області[1]
| Назва водосховища, річки (басейну)                                                       | Місцезнаходження вдсх (населений пункт, район) | Площа вдсх, га | Об'єм вдсх — повний, млн м³ | Об'єм вдсх — корисний, млн м³ |
| ---------------------------------------------------------------------------------------- | ---------------------------------------------- | -------------- | --------------------------- | ----------------------------- |
| Карлівське, р. Вовча (р. Самара, р. Дніпро)*                                             | с. Карлівка, Ясинуватський                     | 252            | 10,6                        | 10,2                          |
| Верхнє Карлівське, р. Вовча (р. Самара, р. Дніпро)                                       | с. Яснобродівка, Ясинуватський                 | 522            | 24,0                        | 23,0                          |
| Курахівське, р. Вовча (р. Самара, р. Дніпро)                                             | м. Курахове, Мар'їнський                       | 1532           | 62,5                        | 17,9                          |
| Клебан-Бицьке, р. Клебан-Бик (р. Кривий Торець, р. Казений Торець, р. Сіверський Донець) | с. Катеринівка, Костянтинівський               | 650            | 27,8                        | 26,2                          |
| Миронівське, р. Лугань (р. Сіверський Донець)                                            | с. Миронівка, м. Дебальцеве                    | 476            | 20,5                        | 12,8                          |
| Вуглегірське, р. Лугань (р. Сіверський Донець)                                           | м. Світлодарськ, м. Дебальцеве                 | 1510           | 162,0                       | 28,0                          |
| Слов'янське — І, р. Сіверський Донець                                                    | с. Миколаївка, Слов'янський                    | 462            | 18,8                        | 18,8                          |
| Велике Кальміуське, р. Кальміус (Азовське море)                                          | с. Яківка, Ясинуватський                       | 136            | 14,7                        | 14,5                          |
| Старобешівське, р. Кальміус (Азовське море)                                              | с. Новий Світ, Старобешівський                 | 895            | 44,0                        | 27,6                          |
| Павлопільське, р. Кальміус (Азовське море)                                               | с. Павлопіль, Новоазовський                    | 865            | 64,2                        | 59                            |
| Старокримське, р. Кальчик (р. Кальміус, Азовське море)                                   | с. Кам'янське, Володарський                    | 503            | 41,4                        | 39,4                          |
| Миколаївське, р. Мокра Волноваха (р. Кальміус, Азовське море)                            | с. Миколаївка, Волноваський                    | 296            | 18,8                        | 17,1                          |
| Вільхівське, р. Вільхова (р. Кринка, р. Міус, Азовське море)                             | с. Зуївка, Шахтарський                         | 381            | 22,4                        | 21,3                          |
| Ханжонківське, р. Кринка (р. Міус, Азовське море)                                        | с. Нижня Кринка, м. Макіївка                   | 478            | 13,9                        | 13,8                          |
| Волинцівське, р. Булавинка (р. Кринка, р. Міус, Азовське море)                           | с. Волинцеве, м. Єнакієве                      | 290            | 12,7                        | 12,7                          |
| Грабівське, р. Міус (Азовське море)                                                      | с. Велика Андріївка, Шахтарський               | 160            | 12,8                        | 12,0                          |

Примітка: * — у дужках наведено послідовність впадіння річки, на якій розташовано водосховище, у головну річку.